# BE Junior Circuit 2017
Der BE Junior Circuit 2017 (Abkürzung für Badminton Europe Junior Circuit 2017) war die 17. Auflage des BE Junior Circuits im Badminton.

## Turniere
| Turnier                 | Datum .                         |
| ----------------------- | ------------------------------- |
| Polish Juniors          | 19.–22. Januar 2017             |
| Swedish Juniors         | 27.–29. Januar 2017             |
| Cyprus Juniors          | 3.–5. Februar 2017              |
| Hungarian Juniors       | 9.–12. Februar 2017             |
| Spanish Juniors         | 17.–19. Februar 2017            |
| Dutch Juniors           | 1.–5. März 2017                 |
| German Juniors          | 9.–12. März 2017                |
| Israel Juniors          | 23.–25. März 2017               |
| Italian Juniors         | 31. März – 2. April 2017        |
| Hellas Juniors          | 21.–23. April 2017              |
| Valamar Juniors         | 5.–7. Mai 2017                  |
| Junior White Nights     | 29. Juni – 2. Juli 2017         |
| Bulgarian Juniors       | 11.–13. August 2017             |
| Irish Juniors           | 1.–3. September 2017            |
| Romanian Juniors        | 1.–3. September 2017            |
| Lithuanian Juniors      | 8.–10. September 2017           |
| Ukraine Juniors         | 13.–16. September 2017          |
| Belgian Juniors         | 22.–24. September 2017          |
| 3 Borders International | 29. September – 1. Oktober 2017 |
| Slovak Juniors          | 6.–8. Oktober 2017              |
| Slovenian Juniors       | 27.–29. Oktober 2017            |
| Finnish Juniors         | 27.–29. Oktober 2017            |
| Danish Junior Cup       | 2.–5. November 2017             |
| Czech Juniors           | 17.–19. November 2017           |
| Portuguese Juniors      | 1.–3. Dezember 2017             |
| Estonian Juniors        | 8.–10. Dezember 2017            |
| Turkey Juniors          | 13.–16. Dezember 2017           |